# 1946 Walraven
1946 Walraven је астероид главног астероидног појаса са средњом удаљеношћу од Сунца која износи 2,294 астрономских јединица (АЈ).
Апсолутна магнитуда астероида је 11,9.